# Toni Braxton (album)
Pour la chanteuse éponyme, voir Toni Braxton.
Albums de Toni Braxton
Secrets
(1996)
Singles
1. Love Shoulda Brought You Home
Sortie : 1er Décembre 1992
2. Another Sad Love Song
Sortie : 29 juin 1993
3. Breathe Again
Sortie : 6 aout 1993
4. Seven Whole Days
Sortie : 8 octobre 1993
5. You Mean the World to Me
Sortie : 22 avril 1994
6. I Belong to You/How Many Ways
Sortie : 10 juin 1994

Toni Braxton est le 1er album studio de la chanteuse américaine Toni Braxton, sorti le 13 juillet 1993. L'album débute à la 36e place du Billboard 200 américain lors de sa sortie, avant d'en atteindre le 1er rang deux semaines plus tard. Il obtient également la 1re position du Top R&B/Hip-Hop Albums, se vend à 8,5 millions d'exemplaires aux États-Unis et s'est écoulé à 15 millions de copies dans le monde.
L'album génère sept singles: Love Shoulda Brought You Home, qui arrive à la 4e place du Hot R&B/Hip-Hop Songs, Another Sad Love Song, qui s'érige à la 7e place du Billboard Hot 100 et au 2e rang du Hot R&B/Hip-Hop Songs, Breathe Again, qui culmine à la 3e position du Billboard Hot 100 et la 2e place du Top 40 Mainstream, Seven Whole Days, qui atteint le 1er rang du Hot R&B/Hip-Hop Songs, You Mean the World to Me, qui se classe à la 4e place du Top 40 Mainstream et du Hot Adult Contemporary Tracks et I Belong to You/How Many Ways, qui obtient la 6e meilleure position du Hot R&B/Hip-Hop Songs.
De par cet énorme succès, Toni Braxton remporte une multitude de récompenses dont trois Grammy Awards, incluant celui du Grammy Award du meilleur nouvel artiste et deux Grammy Award de la meilleure prestation vocale R&B féminine en 1994 et 1995[réf. nécessaire]. Elle est également récompensée de deux American Music Awards[réf. nécessaire] dont un pour le nouvel artiste favori soul/r&b et nouvel artiste contemporain favori en 1994 et un autre en 1995 pour l'album soul/r&b favori[réf. nécessaire].

## Historique
Toni, Traci, Towanda, Trina et Tamar ont signé leur premier contrat d'enregistrement avec Arista Records en 1989 sous le nom de groupe The Braxtons. En 1990, le groupe sort son premier single, intitulé Good Life, qui est le seul et unique titre en tant que quintette. Good Life s’érige à la 79e place du Billboard Hot R & B / Hip-Hop Singles. Au moment de la sortie du single, les différences d'âge des membres ont créé un problème avec le marketing. Par la suite, The Braxtons se sépare de Arista Records.
En 1991, au cours d’un showcase avec Antonio "L. A." Reid et Kenneth "Babyface" Edmonds, qui étaient dans le processus de formation de LaFace Records, Toni Braxton, la cadette du groupe, a été choisie et signée comme première artiste féminine du label. À l'époque, les membres restants ont été informés que LaFace Records ne cherchait pas un autre groupe de fille, car il venait de signer TLC,.
En 1992, Toni débute donc sa carrière solo en apparaissant sur deux titres de la bande originale du film Boomerang : Give U My Heart, en duo avec Babyface et Love Shoulda Brought You Home.
Les deux titres sortent en singles et Give U My Heart, s'érige à la 29e place du Billboard Hot 100 et au 2e rang du Hot R&B/Hip-Hop Songs. Quant à Love Shoulda Brought You Home, il deviendra le 1er single de la carrière de Toni.

## Composition
L'opus débute par Another Sad Love Song, ballade R&B, qui dévoile les plaintes de l'interprète envers les radios qui diffusent des chansons d'amour, lui faisant trop penser à son ancien petit-ami. La deuxième piste Breathe Again, est une ballade R&B, qui traite des conséquences d'une rupture. Le troisième extrait, Seven Whole Days, est une ballade R&B, dévoilant une rupture avec son homme qui n'a pas donné de nouvelles depuis 7 jours. La quatrième chanson Love Affair, est un morceau R&B aux sonorités soul, composé par Tim & Bob, qui parle de loyauté de l'interprète face à  son amant et qui lui dit que cela ne sert à rien d'aller plus loin, car elle est déjà engagée avec quelqu'un. La cinquième piste "Candlelight", traite d'une soirée romantique avec son homme.
La sixième musique "Spending My Time With You", produite par Bo & Mac Arthur, est un titre mid-tempo R&B, qui parle d'une relation amoureuse. Love Shoulda Brought You Home, septième extrait qui officie de 1er single et qui apparait sur la bande originale du film Boomerang en 1992, est une ballade R&B, qui dévoile le retour de son homme à la maison après que ce dernier, eut une relation avec une autre femme. Le huitième morceau est I Belong to You, un titre mid-tempo R&B explorant la relation amoureuse entre deux êtres. Le neuvième extrait How Many Ways, est une ballade R&B composée par Vincent Herbert, qui parle de déclaration amoureuse. La chanson suivante You Mean the World to Me, est une ballade R&B traitant de toute l'admiration et l'amour que Toni porte à son petit-ami avant de rompre avec lui. Le onzième morceau "Best Friend", chanson R&B produite par Ernesto Philips et co-produit par Toni, parle d'une amitié entre un homme et une femme. La douzième chanson Breathe Again, est une version minimaliste de la 2e piste. Le treizième extrait qui clôture l'opus, est "Give U My Heart (Mad Ball Mix)", remix du single de Babyface, qu'ils interprètent ensemble, pour la bande originale du film Boomerang en 1992.

## Singles
Le 1er décembre 1992, elle publie le 1er extrait de l'opus Love Shoulda Brought You Home, qui apparait également sur la bande originale du film Boomerang en 1992 et qui s'érige à la 4e place du Hot R&B/Hip-Hop Songs. Le vidéoclip qui illustre la chanson, est réalisée par Ralph Ziman.
Elle y dévoile au début, une scène du film Boomerang avec Eddie Murphy et Halle Berry, complétée plus tard, de plusieurs scènes où Toni chante alternant avec des scènes dévoilant un homme blottit dans l'ombre, situé dans une grande pièce. Toni Braxton Love Shoulda Brought You Home vidéo officielle Youtube
Le 29 juin 1993, elle propose un 2e single Another Sad Love Song, qui s'érige à la 7e place du Billboard Hot 100 et au 2e rang du Hot R&B/Hip-Hop Songs. De par ce succès, Toni remporte un Grammy Award de la meilleure prestation vocale R&B féminine en 1994.
Il existe deux versions de la vidéo : une réalisée en 1992, en noir et blanc démontrant Toni en train de chez elle, dirigée par Antoine Fuqua et une autre, avec les mêmes scènes en couleurs, réalisée en 1993 par Antoine Fuqua et Raplh Ziman. Toni Braxton Another Sad Love Song (Color version) vidéo officielle Youtube Toni Braxton Another Sad Love Song (Noir et blanc version) vidéo officielle Youtube
Le 6 aout 1993, elle commerciale un 3e morceau Breathe Again, qui culmine à la 3e position du Billboard Hot 100 et la 2e place du Top 40 Mainstream. Le vidéoclip qui accompagne l'extrait, est tourné par Randee St Nicholas.
Il y démontre Toni, vêtue d'une longue robe, chantant dans un immense jardin, situé devant un château. À noter qu'il existe une version espagnole du vidéoclip. Toni Braxton Breathe Again vidéo officielle Youtube
Le 8 octobre 1993, elle dévoile le 4e titre de l'opus Seven Whole Days, qui atteint le 1er rang du Hot R&B/Hip-Hop Songs. La vidéo musicale de ce titre, est dirigée par Lionel C. Martin. Elle y retransmet Toni, interprétant la chanson sur scène, avec ses musiciens et en chœurs, derrière elle, ses quatre sœurs : Traci, Trina, Towanda et Tamar. Toni Braxton Seven Whole Days vidéo officielle Youtube
Le 22 avril 1994, elle met en avant un 5e extrait You Mean the World to Me, qui se classe à la 4e place du Top 40 Mainstream et du Hot Adult Contemporary Tracks. Le vidéoclip qui illustre ce morceau, est dirigée par Lionel C. Martin. Il y décrypte Toni, en train de batifoler le soir avec son petit ami devant une piscine. Toni Braxton You Mean the World To Me vidéo officielle Youtube
Le 22 avril 1994, elle exploite un 6e chanson I Belong to You, comprenant en face B le single How Many Ways, qui obtient la 6e meilleure position du Hot R&B/Hip-Hop Songs. Il n'y a pas de vidéoclip pour la chanson I Belong To Me, mais la vidéo musicale qui illustre ce How Many Ways, est dirigée par Lionel C. Martin. Il y démontre Toni, en train de chanter sur son balcon, sur la plage et dans une Jeep, conduit par Shemar Moore. Une autre version du clip fut également montée, mais avec le titre How Many Ways (R. Kelly Remix). Toni Braxton How Many Ways vidéo officielle Youtube Toni Braxton How Many Ways R. Kelly Remix vidéo officielle Youtube

## Performance commerciale
L'album débute à la 36e place du Billboard 200 américain lors de sa sortie, avant d'en atteindre le 1er rang deux semaines plus tard. Il obtient également la 1re position du Top R&B/Hip-Hop Albums, se vend à 8,5 millions d'exemplaires aux États-Unis et s'est écoulé à 15 millions de copies dans le monde.

### Récompenses et nominations
De par cet énorme succès, Toni Braxton remporte une multitude de récompenses dont trois Grammy Awards, incluant celui du Grammy Award du meilleur nouvel artiste et deux Grammy Award de la meilleure prestation vocale R&B féminine en 1994 et 1995. Elle est également récompensée de deux American Music Awards dont un pour le nouvel artiste favori soul/r&b et nouvel artiste contemporain favori en 1994 et un autre en 1995 pour l'album soul/r&b favori.

## Liste des titres et formats
| 1.    | Another Sad Love Song         | L.A. Reid, Babyface, Daryl Simmons | 5:01 |
| 2.    | Breathe Again                 | L.A. Reid, Babyface, Daryl Simmons | 4:29 |
| 3.    | Seven Whole Days              | L.A. Reid, Babyface, Daryl Simmons | 6:22 |
| 4.    | Love Affair                   | Tim Thomas, Ted Bishop             | 4:28 |
| 5.    | Candlelight                   | L.A. Reid, Babyface, Daryl Simmons | 4:36 |
| 6.    | Spending My Time with You     | Bo & McArthur                      | 4:08 |
| 7.    | Love Shoulda Brought You Home | L.A. Reid, Babyface, Daryl Simmons | 4:56 |
| 8.    | I Belong to You               | Vassal Benford                     | 3:53 |
| 9.    | How Many Ways                 | Vincent Herbert                    | 4:45 |
| 10.   | You Mean the World to Me      | L.A. Reid, Babyface, Daryl Simmons | 4:53 |
| 11.   | Best Friend                   | Ernesto Phillips, Toni Braxton     | 4:28 |
| 12.   | Breathe Again (Reprise)       |                                    | 1:19 |
| 53:25 |                               |                                    |      |

| 13. | Give U My Heart (Mad Ball Mix) | L.A. Reid, Babyface, Daryl Simmons, Vincent Herbert | 6:11 |

## Classements
| Classement (1993),                              | Meilleure position |
| ----------------------------------------------- | ------------------ |
| Billboard Top R&B/Hip-Hop Albums                | 1                  |
| Classement (1994)                               | Meilleure position |
| Classement ARIA des albums en Australie         | 6                  |
| Classement MegaCharts des albums aux Pays-Bas   | 11                 |
| Classement des albums en Hongrie                | 39                 |
| Classement RIANZ des albums en Nouvelle-Zélande | 2                  |
| Classement des albums en Norvège                | 14                 |
| Classement des albums en Suède                  | 24                 |
| Classement des albums au Royaume-Uni            | 4                  |
| Billboard 200                                   | 1                  |
| Classement (1997)                               | Meilleure position |
| Classement musical en Allemagne                 | 7                  |